# جایزه بزرگ موناکو ۱۹۵۸
جایزه بزرگ موناکو ۱۹۵۸ (انگلیسی: ‎1958 Monaco Grand Prix‎) یک مسابقهٔ موتوری در رشتهٔ اتومبیل‌رانی فرمول یک بود که در تاریخ ۱۸ مهٔ ۱۹۵۸ در پیست موناکو واقع در مونت‌کارلو، موناکو برگزار شد. این گراند پری در میان ۱۱ گراند پری در فصل ۱۹۵۸، مسابقهٔ شمارهٔ ۲ بود.
در این مسابقه که در ۱۰۰ دور و به مسافت ۳۱۴٫۵ کیلومتر (۱۹۵٫۴۲۱ مایل) برگزار شد، پول پوزیشن توسط تونی بروکز کسب شد و سریع‌ترین زمان برای طی یک دور پیست که برابر با ۱:۴۰٫۶ بود نیز توسط مایک هاثورن به ثبت رسید.
ماریس ترینتیگنانت از تیم کوپر-کلیمکس، لوییجی موسو از تیم فراری و پیتر کالینز از تیم فراری به‌ترتیب مقام‌های اول تا سوم مسابقه را کسب کردند.

## رده‌بندی قهرمانی پس از مسابقه
|       | جایگاه | راننده            | امتیاز |
| ----- | ------ | ----------------- | ------ |
| ۱     | ۱      | لوییجی موسو       | ۱۲     |
| ۱     | ۲      | استیرلینگ ماس     | ۸      |
| ۸     | ۳      | ماریس ترینتیگنانت | ۸      |
| ۱     | ۴      | مایک هاثورن       | ۵      |
| ۵     | ۵      | پیتر کالینز       | ۴      |
| منبع: |        |                   |        |

|       | جایگاه | سازنده      | امتیاز |
| ----- | ------ | ----------- | ------ |
|       | ۱      | کوپر-کلیمکس | ۱۶     |
|       | ۲      | فراری       | ۱۲     |
|       | ۳      | مازراتی     | ۳      |
|       | ۴      | بی‌آرام      | ۲      |
| منبع: |        |             |        |

یادداشت
- تنها پنج جایگاه نخست از هر رده‌بندی نمایش داده شده‌است.